# László Rédei
László Rédei   (Rákoskeresztúr, 15 de novembre de 1900 - Budapest, 21 de novembre de 1980) (o Ladislaus Redei, quan signava en alemany) va ser un matemàtic hongarès.

## Vida i Obra
Rédei va néixer al poble de Rákoskeresztúr, avui un barri de Budapest. Va fer tots els seus estudis a Budapest, obtenint el doctorat en matemàtiques a la universitat de Budapest el 1922. Els següents divuit anys va ser professor de secundària, però tot i així, va aconseguir ser un membre reconegut de la comunitat matemàtica hongaresa, obtenint l'habilitació docent a la universitat de Debrecen (1932), fent una estança d'estudis a la universitat de Göttingen (1934-35) i obtenint la medalla Julius König (1940).
El 1940 va ser nomenat professor de la universitat de Szeged en la qual va romandre la resta de la seva vida acadèmica fins que es va retirar el 1967. Aquest mateix any es va traslladar a Budapest on va dirigir durant uns anys el departament d'àlgebra del Institut de Matemàtiques de l'Acadèmia de Ciències d'Hongria. Va morir a Budapest el 1980.
Inicialment, elseu camp de recerca va ser la teoria algebraica de nombres, però posteriorment es va interessar per la teoria de grups. El seu tipus de problemes favorits consistien en trobar estructures algebraiques (grups, semigrups, anells) que tinguessin subestructures pròpies amb alguna propietat particular interessant com la commutativitat o la nilpotència. El 1970 va introduir el concepte de polinomi lacunar en un llibre traduït a l'anglès el 1973.